# Liste der Baudenkmäler im Kölner Stadtteil Libur
Die folgende Liste enthält die in der Denkmalliste ausgewiesenen Baudenkmäler auf dem Gebiet des Stadtteils Köln-Libur, Stadtbezirk Köln-Porz, Nordrhein-Westfalen.
Hinweis: Die Reihenfolge der Baudenkmäler in dieser Liste orientiert sich an den Straßennamen und ist alternativ nach Hausnummern, Denkmallistennummer oder Bezeichnung sortierbar.
Basis ist die offizielle Kölner Denkmalliste (22. Mai 2015), die Baudenkmäler und Denkmalbereiche auflistet. Dabei kann es sich beispielsweise um Sakralbauten, Wohn- und Fachwerkhäuser, historische Gutshöfe und Adelsbauten, Industrieanlagen, Wegekreuze und andere Kleindenkmäler sowie Grabmale und Grabstätten, die eine besondere Bedeutung für die Geschichte Kölns haben, handeln. Grundlage für die Aufnahme in die offiziellen Denkmallisten ist das Denkmalschutzgesetz Nordrhein Westfalens.

| Bild            | Bezeichnung                      | Lage                                                                   | Beschreibung | Bauzeit                   | Einge- tragen seit | Denk- mal- nr. |
| --------------- | -------------------------------- | ---------------------------------------------------------------------- | --- | ------------------------- | ------------------ | -------------- |
| Fotos hochladen | Hofanlage Margaretenhof          | Libur Kuxgasse 2 Karte                                                 | | 19. Jahrhundert           | 20. Januar 1998    | 8266           |
| Fotos hochladen | Wohnhaus                         | Libur Kuxgasse 8 Karte                                                 | | 2. Hälfte 18. Jahrhundert | 1. September 1997  | 8153           |
| Fotos hochladen | Wohnhaus                         | Libur Kuxgasse 9 Karte                                                 | | 18.–19. Jahrhundert       | 22. Dezember 1997  | 8227           |
| Fotos hochladen | Kleindenkmal (Wegekreuz)         | Libur Liburer Landstraße Karte                                         | das Stompeler Kreuz ist ein typisches Feldkreuz; mit drei Rosskastanien (Naturdenkmal) als Begleitbäumen errichtet:4 | 1906                      | 1. Juli 1980       | 554            |
| Fotos hochladen | Wohnhaus                         | Libur Margaretenstr. 14 Karte                                          | | 19. Jahrhundert           | 18. September 1990 | 5693           |
| Fotos hochladen | Wohnhaus                         | Libur Margaretenstr. 21 Karte                                          | | 18. Jahrhundert           | 12. März 1986      | 3499           |
| Fotos hochladen | Wohnhaus                         | Libur Pastor-Huthmacher-Str. 2 Karte                                   | | 18. Jahrhundert           | 8. Januar 1998     | 8249           |
| Fotos hochladen | Kirche St. Margaretha            | Libur Pastor-Huthmacher-Str. 7 Karte                                   | Dreischiffige, neugotische Backsteinbasilika. | 1909–1911                 | 19. Januar 1983    | 1290           |
| Fotos hochladen | Wohnhaus                         | Libur Pastor-Huthmacher-Str. 10 Karte                                  | | um 1900                   | 8. Januar 1998     | 8250           |
| Fotos hochladen | Wohnhaus                         | Libur Pastor-Huthmacher-Str. 16–20 Karte                               | | 18. Jahrhundert           | 16. Juli 1985      | 3045           |
| Fotos hochladen | Wohnhaus                         | Libur Pastor-Huthmacher-Str. 22 Karte                                  | | 1882                      | 11. November 1985  | 3317           |
| Fotos hochladen | Heiligenhäuschen                 | Libur Pastor-Huthmacher-Str. o. Nr., an der alten Friedhofsmauer Karte | | 19. Jahrhundert           | 1. Juli 1980       | 562            |
| Fotos hochladen | Wegekreuz, sog. Margarethenkreuz | Libur Pastor-Huthmacher-Str. o. Nr. Karte                              | | 1874                      | 1. Juli 1980       | 563            |
| Fotos hochladen | Kleindenkmal (Wegekreuz)         | Libur Stockumer Weg o. Nr. Karte                                       | Das Gedenkkreuz Bröhls Kreuz gewidmet den Eheleuten Jodokus Bröhl und Klara Küster; Zwei Holländische Linden als Begleitbäume (Naturdenkmal); sorgfältige Bildhauerische Arbeit mit Muttergottesstatue in Nische; Standort ist die Südseite der Allmede (mhd. was allen gemein ist), befand sich also auf Gemeinschaftseigentum der Dorfgenossen:4 | 1882                      | 1. Juli 1980       | 573            |
| Fotos hochladen | Kleindenkmal (Wegekreuz)         | Libur Stockumer Weg / Freiheit Karte                                   | Hölser Kreuz | 1900; Sockel von 1787     | 1. Juli 1980       | 574            |
| Fotos hochladen | Wohnhaus                         | Libur Urbanusstr. 7 Karte                                              | | 1. Hälfte 19. Jahrhundert | 8. Januar 1998     | 8258           |
| Fotos hochladen | Hofanlage                        | Libur Urbanusstr. 12 Karte                                             | | 19. Jahrhundert           | 14. April 1983     | 1463           |
| Fotos hochladen | Kleindenkmal (Wegekreuz)         | Libur Urbanusstraße, gegenüber Nr. 60 Karte                            | Urbanuskreuz; Errichtung durch Pächter des Liper Hofes, dem hl. Urban, Schutzpatron der Weinberge, des Weins und der Winzer gewidmet. Ursprünglicher Standort war die Bonner Straße, jetziger Standort seit 1948:4 | 1729                      | 1. Juli 1980       | 578            |